# G-Stoned
G-Stoned è un EP  di quattro tracce pubblicato da Kruder & Dorfmeister. La copertina ricorda quella di Bookends di Simon and Garfunkel.

## Tracce
1. Definition – 5:09
2. Deep Shit (Pt. 1 and 2) – 6:22
3. High Noon – 6:26
4. Original Bedroom Rockers – 6:07